# Lockhart (Floride)
Pour les articles homonymes, voir Lockhart.
Lockhart est une census-designated place du comté d'Orange, dans l'État de Floride, aux États-Unis,. En 2020, elle compte une population de 14 058 habitants.